# Johann Heinrich Meibom
Pour les articles homonymes, voir Meibom.
Johann Heinrich Meibom, en latin Melbomius, est un médecin allemand, fils de Heinrich Meibom, né à Helmstedt en 1590, mort à Lübeck en 1655. 
Il commença ses études médicales à l’université de sa ville natale, les continua à Wittemberg et à Leipzig, voyagea ensuite en France et en Italie, revint enfin à Bâle, où il se fit recevoir docteur en 1619. Nommé en 1620 professeur de médecine à l’université d’Helmstædt, il abandonna sa chaire en 1625, à cause de la guerre, et se retira à Lubeck, où il devint médecin du prince-évêque et médecin pensionné de la ville. 

## Œuvres
Meibom nous a laissé plusieurs écrits qui, tous, témoignent d’une instruction solide et d une érudition profonde. Voici les titres des principaux : Dissertaiio de medicina et medico in genere (Helmstædt, 1613) ; Positiones inaugurales de phthisi (Bâle, 1619, in-4°) ; Dissertatio de phrenitide (Helmstædt, 1621) ; De dysenteria, venæ sectione et peripneumonia ; De scorbuto (Helmstædt, 1623) ; Epistola de flagrorum usu in re venerea et lumborum renumque officio (Leyde, 1639) ; Index scriptorum H. Meibomii senioris parentis sui, editorum et ineditorum (1651) ; Discursus de Mithridatio et theriaca (Lubeck, 1759) ; De cerevisiis potibusgue et ebriaminibus, extra vinum, aliis, commentarius (Helmstædt, 1668) ; Hippocratis magni jusjurandum (Leyde, 1643).

### Source
« Johann Heinrich Meibom », dans Pierre Larousse, Grand dictionnaire universel du XIXe siècle, Paris, Administration du grand dictionnaire universel, 15 vol., 1863-1890 [détail des éditions].